# Panonychus citri
Panonychus citri (o ácaro rojo de los cítricos) es una especie de ácaro que puede suele ser una plaga en cítricos. La aparición de esta plaga está frecuentemente relacionada con el uso de insecticidas de amplio espectro para combatir otras plagas, ya que estos eliminan sus enemigos naturales.

## Descripción

### Morfología
Las hembras adultas tienen el cuerpo ovalado, como la mayoría de los arácnidos tienen 8 patas; son de color rojo oscuro. Los machos son de color más claro y también más pequeños. Se diferencian de Tetranychus urticae porque P. citri tiene un color rojo más intenso, pero sobre todo porque los síntomas que producen en la planta son muy diferentes.

### Desarrollo
Su temperatura umbral de desarrollo es de 9° y por encima de 32° se produce una elevada mortalidad de huevos y estadios inmaduros. En general, los otoños secos y los inviernos suaves favorecen su multiplicación y sus daños. Desde agosto hasta octubre (en el hemisferio norte) es cuando alcanzan las poblaciones más altas y causan daños en el cultivo, especialmente en condiciones de baja humedad ambiental y viento. Sin embargo, se trata de una plaga que presenta una gran irregularidad en sus ataques, siendo estos poco predecibles.

### Localización en la planta
Aparece sobre hojas (donde suele alimentarse), frutos y ramas. En comparación con otros ácaros apenas forma telarañas en las hojas sobre las que vive. 

## Daños en los cultivos
Aunque puede aparecer en algunas plantas ornamentales y hortícolas, como el fresón (Fragaria) sus daños solo son relevantes en el cultivo de los cítricos. Los ácaros realizan múltiples picaduras en las hojas, frutos y tallos que les producen decoloraciones blanquecinas, mate y difusas por toda la superficie foliar. Cuando los ataques son intensos la planta sufre un gran debilitamiento y defoliaciones. La decoloración que producen las picaduras en los frutos, los deprecia comercialmente.

## Control

### Técnicas culturales
Las zonas de cultivo con tendencia a baja humedad relativa y viento durante los días de verano son las más susceptibles a sufrir un ataque de esta plaga. Para reducir estas condiciones óptimas se puede:
- Establecer barreras cortavientos rodeando las parcelas y cada cierto número de filas si estas parcelas son muy grandes.
- Limitar la poda.
- Fomentar una vegetación densa mediante una correcta nutrición de la planta.

### Control biológico
El factor clave para conseguir que los enemigos naturales de esta plaga puedan controlar esta plaga está en el correcto uso de los plaguicidas utilizados en el cultivo. Además de los depredadores generalistas presentes en la mayoría de zonas citrícolas de España como pueden ser Chrysopa sp. o Pnigalio ssp., existen otros como Amblyseius californicus, Amblyseius swirskii, Euseius stipulatus,Stethorus punctillum,Typhlodromus phialatus, Phytoseiulus persimilis, Conwentzia psociformis.

### Control químico
La aparición de esta plaga está frecuentemente relacionada con el uso de insecticidas de amplio espectro para combatir otras plagas, ya que estos eliminan sus enemigos naturales como piretroides o algunos fosforados. Normalmente, es recomendable realizar los tratamientos químicos a final del verano, una vez que se supera el umbral de tratamiento. Entre las materias activas recomendadas están: Aceite mineral, clofentezin, dicofol, etoxazol, fenazaquin,  fenpiroximato, hexitiazox, tebufenpirad. Siempre observando las recomendaciones de aplicación para cada uno de los productos.
Para saber que productos químicos se pueden utilizar para combatir esta plaga es recomendable acudir al registro de productos fitosanitarios permitidos del país donde se encuentra el cultivo. En el caso de España es el Registro de productos fitosanitarios permitidos (España) Archivado el 17 de agosto de 2015 en Wayback Machine..
En todo caso, es muy recomendable contar con los servicios de un asesor técnico de cultivos antes de tomar ninguna medida de control químico.